# Лингва-жерал
Ли́нгва-жера́л (также «лингуа жерал» от порт. Língua Geral; geral, исп. yeral букв. «обобщенный язык») — общее название для двух контактных идиомов, игравших роль лингва франка в южноамериканских колониях Испании и Португалии, в первую очередь в колониальной Бразилии 1500—1758 гг. Лингву-жерал создали католики-иезуиты на основе местных индейских языков племён тупи-гуарани со значительными романскими, а позднее также и африканскими лексическими заимствованиями. В настоящее время лингва-жерал не имеет столь широкого употребления по причине ассимиляции местных индейских племён и широкого распространения стандартной европейской речи (испанский и/или португальский языки). Тем не менее, ряд автохтонных племён Амазонии продолжает пользоваться данным языком (от 10 до 30 тыс. носителей: Бразилия, Колумбия, Венесуэла).

## История
Прибывшие в Бразилию в 1500 году португальцы, в особенности католические священнослужители, стремились обратить местных индейцев в католичество, и с целью снятия языкового барьера прибегли к помощи автохтонных языков тупи-гуарани, в частности к старотупийскому языку, на основе которого возник новый контактный язык региона — лингва-жерал. Он существовал в двух основных автономных диалектных вариантах:
северный, распространённый в Амазонии и получивший название ньенгату;
южный (зародившийся в штате Сан-Паулу) и называемый поэтому лингва-жерал-паулиста.
Кроме того, термин «лингва-жерал» иногда может относиться собственно к языку тупи (тупинамба).
Примечательно, что из-за относительно небольшого числа португальских колонистов, большинство из которых составляли мужчины, проживающие в сожительстве с индианками и негритянками, собственно португальский язык не имел столь широкого распространения. Хотя его употребление постепенно возрастало по мере роста смешанного населения (метисы, мулаты, кабокло, парду и т. д.), стандартный португальский язык долгое время представлял собой лишь язык домашнего обихода небольших приморских поселений.

…até final século XVIII, em São Paulo, falava-se a língua geral, o nhangatu, uma derivação do tupi. Foi uma língua imposta pelos missionários, até hoje ouvida em alguns locais da Amazônia.
… вплоть до конца XVIII-го века в Сан-Паулу говорили на лингва-жерал, ньангату, произошедшему от тупи. Это был язык, внедрённый миссионерами, который даже сейчас можно услышать в некоторых местах Амазонии. (Э. Вивейруш де Кастро, антрополог)
Лишь в 1759 году маркиз де Помбал изгнал иезуитов из колоний и провозгласил португальский единственным языком Бразилии, запретив использование всех остальных языков. Эра лингва-жерал подошла к концу. Тем не менее, его субстратные влияния ощущаются в современном португальском языке Бразилии. При этом северный диалект сохраняется до нашего времени в глухих Амазонских регионах на севере Бразилии, а южный (Сан-Паулу) полностью исчез после массовой волны европейской иммиграции в Бразилию в конце XIX — начале XX века.